# Osas Saha
Osas Marvelous Ikpefua, hay còn được biết với tên Osas Saha (sinh ngày 20 tháng 10 năm 1986 ở Warri) là một cầu thủ bóng đá người Indonesia gốc Nigeria trước đây thi đấu ở Racing Club Mechelen ở Bỉ, KF Elbasani ở Albania, CD San José ở Bolivia và Penang FA ở Malaysia. Hiện tại anh thi đấu cho TIRA-Persikabo ở Liga 1 (Indonesia).